# Atanas Trică
Atanas Trică (n. 9 iulie 2004, Craiova, România) este un fotbalist român, care joacă la CS Tunari în Liga a III-a, împrumutat de la Universitatea Craiova. Pe plan internațional, are prezențe la națională pentru România Sub-19.